# 1990 na ciência

## Eventos
- 24 de abril - O Telescópio Espacial Hubble é lançado para o espaço.
- Fundação da Sociedade Respiratória Europeia.[1]

## Nascimentos
| Data | Nome | Profissão | Nacionalidade | Observações | Ref |
| ---- | ---- | --------- | ------------- | ----------- | --- |

## Mortes
| Data           | Nome                         | Profissão                                          | Nacionalidade                         | Observações                                                          | Ref         |
| -------------- | ---------------------------- | -------------------------------------------------- | ------------------------------------- | -------------------------------------------------------------------- | ----------- |
| 6 de janeiro   | Pavel Alekseyevich Cherenkov | físico                                             | Império Russo                         | n. 1904 Nobel da Física 1958                                         | [ 2 ]       |
| 22 de janeiro  | Roman Vishniac               | fotógrafo e microbiologista                        | Império Russo                         | n. 1897                                                              |             |
| 25 de janeiro  | Amable Audin                 | arqueólogo                                         | França                                | n. 1899                                                              |             |
| 27 de janeiro  | Lewis Mumford                | historiador e escritor                             | Estados Unidos                        | n. 1895                                                              |             |
| 13 de março    | Bruno Bettelheim             | psicólogo                                          | Áustria / Estados Unidos              | n. 1903                                                              |             |
| 13 de maio     | Donald Lathrap               | arqueólogo                                         | Estados Unidos                        | n. 1927                                                              |             |
| 28 de maio     | Ralph Alger Bagnold          | militar, explorador e geólogo                      | Reino Unido da Grã-Bretanha e Irlanda | n. 1896 Medalha Penrose 1970 Medalha Wollaston 1971                  | [ 3 ] [ 4 ] |
| 3 de junho     | Robert Noyce                 | físico                                             | Estados Unidos                        | n. 1927 Medallha de Honra IEEE 1978 Prémio Charles Stark Draper 1989 | [ 5 ]       |
| 22 de junho    | Illia Mikhailovich Frank     | físico                                             | Império Russo                         | n. 1908 Nobel da Física 1958                                         | [ 2 ]       |
| 9 de agosto    | Władysław Orlicz             | matemático                                         | Polónia                               | n. 1903                                                              |             |
| 18 de agosto   | Burrhus Frederic Skinner     | autor e psicólogo                                  | Estados Unidos                        | n. 1904                                                              |             |
| 2 de setembro  | Léon Van Hove                | físico                                             | Bélgica                               | m. 1924                                                              |             |
| 26 de setembro | Lothar Collatz               | matemático                                         | Império Alemão                        | n. 1910                                                              |             |
| 1 de outubro   | John Stewart Bell            | físico                                             | Reino Unido                           | n. 1928 Medalha Hughes 1989                                          | [ 6 ]       |
| 13 de outubro  | Hans Freudenthal             | matemático                                         | Império Alemão                        | n. 1905                                                              |             |
| 10 de novembro | Mário Schenberg              | físico, político e crítico de arte                 | Brasil                                | n. 1914                                                              |             |
| 17 de novembro | Robert Hofstadter            | físico                                             | Estados Unidos                        | n. 1915 Nobel da Física 1961                                         | [ 2 ]       |
| 23 de novembro | Caio Prado Júnior            | historiador, geógrafo, escritor, político e editor | Brasil                                | n. 1907                                                              |             |
| 1 de dezembro  | Rudolf Signer                | químico                                            | Suíça                                 | n. 1903 Medalha Lavoisier (SCF) 1949                                 | [ 7 ]       |
| ??             | René Ribeiro                 | médico, antropólogo, físico e professor            | Brasil                                | n. 1914                                                              |             |
| ??             | Hillel Poritsky              | matemático e engenheiro                            | Império Russo / Estados Unidos        | n. 1898 Medalha Timoshenko 1967                                      | [ 8 ]       |

## Prémios

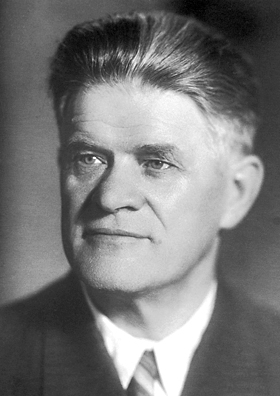
Pavel Alekseyevich Cherenkov
1904 - 1990

### Medalha Albert Einstein
- Roger Penrose[9]

### Medalha Bruce
- Charlotte E. Moore Sitterly[10]

### Medalha Copley
- Abdus Salam[11]

### Medalha Davy
- Keith Usherwood Ingold[12]

### Medalha Real
- Olgierd Cecil Zienkiewicz,[13] Anne Laura McLaren[13] e Michael Victor Berry[13]

### Medalha Rumford
- Walter Eric Spear[14]

### Prémio Nobel
- Física - Jerome I. Friedman,[2] Henry W. Kendall,[2] Richard E. Taylor[2]
- Química - Elias James Corey[15]
- Medicina - Joseph E. Murray,[16] E. Donnall Thomas[16]
- Economia - Harry M. Markowitz,[17] Merton H. Miller,[17] William F. Sharpe[17]

### Prémio Turing
- Fernando Corbató[18]

### Prémio Wolf de Física
- Pierre-Gilles de Gennes[19] e David J. Thouless[19]